# Dienst aus Deutschland
Der Dienst aus Deutschland – Abkürzung: D.a.D. bzw. DAD – war in der Zeit des  Nationalsozialismus eine propagandistische Korrespondenz aus dem Verlag Deutschlanddienst GmbH, Berlin für die Presse – vor allem im deutschsprachigen Ausland. Die erste Ausgabe erschien am 15. Juni 1934. Georg Dertinger wurde mit der Gründung des Nachrichtendienstes vom Auswärtigen Amt beauftragt und war ab 1934 Mitarbeiter der Korrespondenz Dienst aus Deutschland, später deren Herausgeber. Er wurde 1949 erster Außenminister der DDR. Einer der DAD-Kollegen von Dertinger war Ernst Lemmer, später ein Vorsitzender des Freien Deutschen Gewerkschaftsbunds (FDGB) in der Sowjetischen Besatzungszone (SBZ). Ein anderer DAD-Redakteur von 1938 bis 1945, Wilhelm Gries, war nach Kriegsende stellvertretender Chefredakteur der SMAD-lizenzierten Tageszeitung Neue Zeit und in den Jahren 1946 und 1947 Chefredakteur dieser CDU-Zeitung. Der Jahresbericht 1935 des Verlages Deutschlanddienst GmbH befindet sich im Bundesarchiv. Hermann Katzenberger verlegte ab 1939 bis 1941 den deutschen Artikeldienst für ausländische Zeitungen in der Berliner Zimmerstraße 79/80 und war dort Mitte 1945 auch an der Gründung der Tageszeitung Neue Zeit federführend beteiligt.